# Radovna
Reka Radovna (tudi Radolna, Radovina, Rothwein, Radovna-Sava in med domačini Rdečevinska reka)  je alpska reka, ki teče po dolinah Zgornje in Spodnje Radovne v Triglavskem narodnem parku. Istoimenska dolina, po kateri teče Radovna, je osojna zaradi lege med planotama Pokljuko in Mežaklo, kar pripomore k še izrazitejšemu alpskemu podnebju.
Talni izvir Radovne je Jutrova skala. Večina vode priteče podzemno iz potokov Kotarice in Krmarice. Reka ima več pritokov, največji med njimi so Zmrzlek, Ravnik, Lipnik, Smešnik, Budin, Ribščica in Rečica. V bližini izvira Lipnik se nahaja hidroelektrarna Radovna. Radovna se do izliva v Savo Dolinko po 17 km dolgi poti spusti za približno 250 metrov. Najvišji vodostaj reke je spomladi, ko se topi sneg in jeseni, ko je več padavin. Od Krnice do Zgornjega Grabna teče po apnenčastem skalovju, v spodnjem delu doline teče po travniku, potem pa skozi znamenito ozko alpsko sotesko Blejski vintgar med vzpetinama Hom in Boršt. Na koncu soteske se Radovna spušča v slap Šum.

## Galerija
- Kalužnice so značilne cvetlice v dolini
- Osojna lega doline
- Jezerce Kreda, poleg tega da so tam izkopavali kredo, znano še po številnih raznovrstnih žabah (na sliki sta krastači, ki se parita)
- Jezerce Kreda ima zaradi tal pokritih s kredo značilno barvo
- Radovna v vasi Krnica